# 소멸자
환론에서 소멸자(消滅子, 영어: annihilator)는 가군의 주어진 부분 집합을 모두 0에 대응시키는 환 원소들로 구성된 아이디얼이다.

## 정의
환 {\displaystyle R}의 왼쪽 가군 {\displaystyle _{R}M}의 부분 집합 {\displaystyle S\subseteq M}의 소멸자 {\displaystyle \operatorname {Ann} _{R}S}는 다음과 같은 {\displaystyle R}의 부분 집합이다.
{\displaystyle \operatorname {Ann} _{R}S=\{r\in R\colon rS=\{0\}\}}
마찬가지로, 환 {\displaystyle R}의 오른쪽 가군 {\displaystyle M_{R}}의 부분 집합 {\displaystyle S\subseteq M}의 소멸자 {\displaystyle \operatorname {Ann} _{R}S}는 다음과 같은 {\displaystyle R}의 부분 집합이다.
{\displaystyle \operatorname {Ann} _{R}S=\{r\in R\colon Sr=\{0\}\}}
환 {\displaystyle R} 위의 왼쪽 가군 또는 오른쪽 가군 {\displaystyle M}에 대하여, 만약 {\displaystyle \operatorname {Ann} _{R}M=\{0\}}이라면, {\displaystyle M}을 충실한 가군(영어: faithful module)이라고 한다.

## 성질
왼쪽 가군의 부분 집합의 소멸자는 왼쪽 아이디얼을 이룬다. 마찬가지로, 오른쪽 가군의 부분 집합의 소멸자는 오른쪽 아이디얼을 이룬다. 왼쪽 또는 오른쪽 가군 {\displaystyle M}의 부분 가군 {\displaystyle N\subseteq M}이 주어졌을 때, {\displaystyle \operatorname {Ann} _{R}N}은 양쪽 아이디얼을 이룬다.
가환환 {\displaystyle R}의 가군 {\displaystyle M}의 소멸자 {\displaystyle \operatorname {Ann} _{R}M}은 환 준동형
{\displaystyle R\to \operatorname {End} _{R}M}
{\displaystyle r\mapsto (m\mapsto rm)}
의 핵이다.